# Кузнєцов Павло Сергійович
Павло́ Сергі́йович Кузнєцо́в (1 травня 1950 — 27 січня 2022) — український політик.
Кандидат економічних наук (1980), доцент (1984), член КПУ (з червня 1976); народний депутат України II і III скликань; заступник голови громадської організації «Русская община Украины» з економічних питань.

## Життєпис
Народився 1 травня 1950 (м. Таганрог, Ростовська область, Росія); росіянин; батько Сергій Костянтинович (1927-1995) — начальник ремонтно-будівельного цеху Таганрозького морського порту; мати Ніна Олександрівна (1931-1987); дружина Лариса Вікторівна (1950) — кандидат економічних наук, доцент катедри економічної теорії КНУПТ; син Станіслав (1976) — начальник відділу МНС України.

## Освіта
Ростовський державний університет, економіко-філософський факультет (1967—1972), економіст, викладач політекономії; кандидатська дисертація «Міжнародний розподіл праці як основа світового капіталістичного ринку» (1980).
1972—1975 — викладач кафедри політекономії Кіровського політехнічного інституту.
06.1975-06.1978 — аспірант кафедри політекономії Ростовського державного університету.
06.1978-05.1990 — викладач, старший викладач, доцент, завідувач кафедри політекономії Краматорського індустріального інституту.
10.1991-12.1993 — начальник лабораторії економіки та організації виробництва ОО «Новокраматорський машинобудівний завод».

## Політика
05.1990-10.1991 — перший секретар Краматорського міськкому КПУ.
12.1993-06.1994 — заступник голови виконкому Краматорської міськради народних депутатів.
Народний депутат України 2-го скликання з квітня 1994 (2-й тур) до квітня 1998, Краматорський виборчій округ № 127, Донецька область, висунутий КПУ. На час виборів: виконком Краматорської міськради, заступник голови, член КПУ. Заступник голови Комітету з питань бюджету, голова підкомітету з питань аналізу і контролю формування фінансових ресурсів держави. Член фракції комуністів.
Народний депутат України 3-го скликання з березня 1998 до квітня 2002 від КПУ, № 98 в списку. На час виборів: народний депутат України, член КПУ. Перший заступник голови Комітету з питань бюджету (липень 1998 — лютий 2000), потім — заступник голови Комітету з питань бюджету, член фракції КПУ (з 05.1998).
Квітень 2002 — кандидат в народні депутати України, виборчій округ № 52, Донецька область, висунутий КПУ. «За» 17.54 %, 2 з 13 претендентів. На час виборів: народний депутат України, член КПУ.
З травня 2002 — заступник начальника, з вересня 2003 — начальник управління з питань забезпечення роботи з органами державної влади Державної податкової адміністрації України.
Державний службовець 1-го рангу. Державний радник податкової служби 3-го рангу.

## Смерть
Помер 27 січня 2022 року в Олександрійській лікарні у Києві від COVID-19.

## Захоплення
Володів англійською мовою.
Захоплення: історія.